# Lissowa
Lissowa (ukrainisch Лісова; russisch Лесовая/Lesowaja, polnisch Lasowe-Głyje) ist eine in der Westukraine liegende Siedlung etwa 5 Kilometer nordöstlich der ehemaligen Rajonshauptstadt Rohatyn gelegen.
Am 12. Juni 2020 wurde die Siedlung ein Teil neu gegründeten Stadtgemeinde Rohatyn im Rajon Iwano-Frankiwsk; bis dahin bildete es zusammen mit den Dörfern Kutzi (Кутці), Pereniwka (Перенівка) und Pidwynnja (Підвиння) die Landratsgemeinde Pidwynnja (Підвинянська сільська рада/Pidwynjanska silska rada) im Rajon Rohatyn.
Lissowa wurde im 12. Jahrhundert zum ersten Mal schriftlich erwähnt, seit 1979 ist er offiziell eine Siedlung.